# 조명리
조명리(趙明履, 1697년 ~ 1756년)는 조선 영조 때의 학자이자 문신이다. 자는 중례(仲禮), 호는 노강(蘆江)·도천(道川). 벼슬이 형조판서에 이르렀고 <해동가요> <청구영언>에 시조 4수가 전하며, 문집에는 <도천집(道川集>이 있다. 그 중 시조 1편을 들어 보면 다음과 같다.
셜악산 가난 길의 개골산 즁을 만나,
즁다려 뭇난 말이 풍악이 엇더터니
이 사이 連하여 서리 티니 때 마잣다 하더라.